# صلاح معاطي
صلاح معاطي (30 مارس 1959) كاتب وأديب مصري ، عضو اتحاد كتاب مصر وعضو نادي القصة ومذيع بالبرامج الثقافية بإذاعة صوت العرب، فاز بالعديد من الجوائز الأدبية في القصة القصيرة والمسرحية. كتب عددا من
الأعمال الدرامية للإذاعة والتليفزيون المصري ما بين السهرة والسباعية والمسلسل 

## المؤهلات الدراسية
1. بكالوريوس تجارة شعبة محاسبة من جامعة القاهرة
2. دبلوم دراسات عليا في الإعلام من قسم الراديو بكلية الإعلام جامعة القاهرة
3. ماجستير في العلوم السياسية عام 2015
4. دكتوراه في العلوم السياسية عام 2021

## ومن أعماله التليفزيونية
1. سهرة الحب فوق السطوح إنتاج صوت القاهرة للصوتيات والمرئيات بطولة أحمد سلامة – دينا عبد الله – خالد محمود.. إخراج سعيد عمارة
2. مسلسل البحث عن شمندل إنتاج صوت القاهرة للصوتيات والمرئيات بطولة محمد أبو الحسن – ليلى حمادة – شريف خير الله.. إخراج محمد عبد النبي
3. مسلسل السلمانية إنتاج صوت القاهرة للصوتيات والمرئيات بطولة أحمد بدير – فادية عبد الغني – أحمد زاهر – خالد محمود.. إخراج محسن فكري
4. مسلسل خليها على الله إنتاج قطاع الإنتاج بطولة محمد رياض – ميرنا وليد – رشوان توفيق.. إخراج ممدوح مراد
5. مسلسل أطفال حكموا العالم إنتاج صوت القاهرة للصوتيات والمرئيات بطولة خالد محمود – أحمد ماهر.. إخراج إيناس حلمي
6. المسلسل التاريخي خزانة شمائل - قطاع الإنتاج

مسلسل هوس النرجس
مسلسل صورة وأسطورة - التليفزيون السوري

## أعمال أخرى جاري الانتهاء منها
1. مسلسل هوس النرجس
2. مسلسل الملاية اللف
3. فيلم سعدون بدون أجنحة
4. فيلم محجوب بالمقلوب

بالإضافة إلى عدد من الأعمال الدرامية الإذاعية مثل العبور عبر العصور – حدث في مدار النسيان – بنت الحاوي – شمندل – الرجل الذي قال لا

## الجوائز الأدبية الحاصل عليها
1. جائزة الكتاب الأول بالمجلس الأعلى للثقافة عن المجموعة القصصية أنقذوا هذا الكوكب عام 1985
2. جائزة الثقافة الجماهيرية عن القصة القصيرة «العمر خمس دقائق» عام 1991
3. جائزة محمد تيمور للإبداع المسرحي عن مسرحية عائلة السيد رقم 1 عام 1993
4. الجائزة الأولى في الرواية بنادي القصة عن رواية السلمانية عام 2000
5. الجائزة الثالثة في الرواية بنادي القصة عن رواية الكوكب الجنة عام 2000
6. الجائزة الأولى بجمعية الأدباء عن مجموعة «بدرية بالخلطة السرية» عام 2004
7. الجائزة الثانية في مسابقة إحسان عبد القدوس للرواية عن رواية «خزانة شمائل» عام 2005
8. جائزة مسابقة كتاب اليوم الأدبية عن قصة محجوب بالمقلوب عام 2006

9- شهادة تقدير من وزارة الثقافة السورية عن مجمل أعماله من الخيال العلمي 2007

## وهذه قائمة بالكتب الصادرة
1. 1.    أنقذوا هذا الكوكب (قصص من الخيال العلمي)– المجلس الأعلى للثقافة 1985 2.  العمر خمس دقائق (مجموعة قصص من الخيال العلمي) سلسلة إشراقات أدبية – الهيئة المصرية العامة للكتاب - 1991 3.    وصية صاحب القنديل (دراسة عن الأديب يحيي حقي) – هيئة الكتاب – 1995 4.    صحوة دراسة أدبية عن الأديب الكبير يحيى حقي – هيئة قصور الثقافة – 1995 5.    بنت الحاوي (مجموعة قصص من الخيال العلمي) – دار جهاد – 1997 6.    عائلة السيد رقم 1 (مسرحية من الخيال العلمي) – سلسلة المسرح العربي- الهيئة المصرية العامة للكتاب –  1999 7.    السلمانية (رواية) – الكتاب الفضي – نادي القصة – 2001  8.    ثمرة حب خائب – دراسة عن الأديب يحيى حقي بالاشتراك مع الأستاذة نهى حقي 9.  بدرية بالخلطة السرية (مجموعة قصص من الخيال العلمي) – الهيئة المصرية العامة للكتاب – سلسلة إشراقات جديدة  2002 10.          قصص مصرية- الكتاب الفائز بالجائزة الأولى عن جمعية الأدباء عام 2004 عن مجموعة بدرية بالخلطة السرية 11.          قراطيس – مجموعة قصصية – 2003 – دار فرحة للطبع والنشر 12.          محجوب بالمقلوب – مجموعة قصصية من الخيال العلمي – 2005 13.          عيون أينشتين – مجموعة قصصية من الخيال العلمي– 2006 – هيئة الكتاب 14.          بدار عاشق الديار – رواية تاريخية – دار الهلال – 2007 15.          خزانة شمائل – رواية تاريخية – الدار المصرية اللبنانية – 2008 16.          الكوكب الجنة – رواية من الخيال العلمي – دار الفاروق – 2008 17.          بردين – رواية من الخيال العلمي – دار الفاروق – 2008 18.          هوس النرجس – رواية – دار الفاروق – 2008 19.          وصية صاحب القنديل ط2 – دراسة أدبية عن الأديب يحيى حقي – 2009 20.          السلمانية ط2 – رواية – الدار العربية للعلوم  بيروت– 2009 21.          مس العشاق – رواية – الدار العربية للعلوم بيروت – 2009 22.    رجل زاده الخيال – سيرة غير تقليدية عن الأديب نهاد شريف عميد كتاب الخيال العلمي العرب – دار الفاروق – 2010 23.          شيفرة آدم – رواية – دار الطلائع - 2010 24.          عفاريت ترانزيت – دار صرح – 2010 25.          الخيال العلمي بين العلم والخرافة – دار الوراق – الأردن – 2014 26.          البدو.. أمراء الصحراء، دراسة – دار الوراق – الأردن- 2014 27.          بونجا – رواية – دار كلمات عربية – 2014 28.          نزف البنفسج – رواية – دار الياسمين، الإمارات – 2014 29.          ذراع أوريون- مجموعة قصصية – دار الياسمين، الإمارات 2014 30.          رواش صاحب الجراج – مجموعة قصصية – دار الياسمين، الإمارات – 2014 31.          نجمة الحظ – رواية للأطفال– دار المعارف – 2015 32.          الخلايا الغاضبة – مجموعة قصصية – هيئة الكتاب السورية – 2015 33.          صائد الأقمار – رواية خيال علمي – دار النخبة – القاهرة – 2016 34.          أسير الهواء في صحبة هؤلاء – الهيئة المصرية العامة للكتاب – 2017 35.          سرفاكت – رواية من الخيال العلمي – وزارة الثقافة السورية – 2017 36.          الخروج من الكهف – روايات من الخيال العلمي – وزارة الثقافة السورية – 2018 37.          مجموعة قابل للكسر – سلسلة الجوائز – الهيئة العامة لقصور الثقافة – 2018 38.          أوراق مطوية.. يحيى حقي، مجموعة مقالات، دار غراب للنشر، 2019  39.          مسرحية عائلة السيد رقم 1، الطبعة الثانية، دار يسطرون، 2019 40.          مدخل إلى الفن المسرحي، دار يسطرون، 2019 41.          من باب الفتوح لباب النصر، ديوان شعر، دار فنون، 2020 42.          بابيرو، رواية، دار فنون، 2020 43.          حدث في مدار النسيان، مسرحية من الخيال العلمي، 2020 44.          قبل رفع الستار، دراسات في المسرح المصري المعاصر، 2020 45.          باربيكيا – رواية – هيئة الكتاب 46.          سينوهيت.. حلم العودة، رواية- سلسلة أولادنا- دار المعارف 47.          مدار النسيان (مسرحية من الخيال العلمي) 48.          آدم بوب، رواية من الخيال العلمي، دار عقل، سوريا 49.          خان المسرات، رواية تاريخية، دار عقل، سوريا 50.          عطر الصندل، رواية إفريقية، دار عقل، سوريا

## وصلات خارجية
الموقع الرسمي